# Украинский сельский совет (Петропавловский район)
Украинский сельский совет (укр. Українська сільська рада) — входит в состав Петропавловского района Днепропетровской области Украины.
Административный центр сельского совета находится в посёлке Украинское.

## Населённые пункты совета
- пос. Украинское
- с. Василевка
- с. Веремиевка
- с. Зелёный Гай
- с. Марьянка
- с. Новосёловка
- с. Новохорошевское